# Weesen
Weesen is een gemeente en plaats in het Zwitserse kanton Sankt Gallen, en maakt deel uit van het district See-Gaster.
Weesen telt 1466 inwoners.